# 키드냅 (드라마)
《키드냅》(Kidnapped)은 2006년부터 2007년까지 NBC에서 방영한 텔레비전 드라마이다.
한국에서는 XTM에서 2009년에 방영하였다.